# Xue Haowen
Pour les articles homonymes, voir Xue.
Xue Haowen est un joueur d'échecs chinois né en 2008, vainqueur du tournoi de Hastings 2024-2025.
Au 1er janvier 2025, il est 30e joueur chinois avec un classement Elo de 2 502 points.

## Biographie et carrière
Xue Haowen est né en 2008.
En 2021, Xue Haowen marque 5 points sur 9 lors de l'olympiade d'échecs en ligne (l'équipe de Shenzen finit quatrième de la poule B). 
En juin 2023, il finit sixième du tournoi A de l'open de Dubai.
En août 2023, il remporte l'olympiade des moins de 16 ans (compétition par équipes de parties rapides) avec l'équipe de Chine. Il marque 7 points sur 9 au premier échiquier de l'équipe de Chine.
En juin 2024, il remporte le Arona International Chess Festival faisant partie du Circuit FIDE 2024 avec 8 points sur 10.
En juillet 2024, il finit septième de l'open du Festival d'échecs de Bienne avec 7 points sur 10.
En janvier 2025, il remporte le tournoi Masters de Hastings avec 7 points sur 9,.